# Gymnasium Remigianum
Das Remigianum in Borken wurde 1414 erstmals urkundlich als Lateinschule erwähnt und ist heute ein umfassendes städtisches Gymnasium, benannt nach dem Frankenbischof Remigius von Reims, der auch Namenspatron der Borkener Propsteikirche St. Remigius ist.

## Geschichte
Bereits 1414 erstmals als Lateinschule in einer Schenkungsurkunde von Johannes Walling, dem ersten Dechanten des Borkener Kollegiatkapitels, Erwähnung gefunden, wandelte sich die Schule um 1800 in eine Rektoratsschule. 1921 wurde die Einrichtung einer 6. Klasse (Klassenstufe 10) durch das Preußische Kultusministerium bewilligt und die Schule gleichzeitig zum Progymnasium erklärt. 1927 wurde durch die Stadt der Ausbau zum Humanistischen Gymnasium Borken beschlossen, der mit der feierlichen Einweihung am 11. November 1929 im erweiterten Schulgebäude an der Bocholter Straße abgeschlossen wurde. 1932 machten 29 Oberprimaner am Borkener Gymnasium als erste das Abitur. Mit der Machtergreifung der NSDAP in Deutschland 1933 wurde die Schule unter Einbeziehung der bisherigen höheren Mädchenschule zur Deutschen  Oberschule Borken umbenannt. Gegen Ende des Zweiten Weltkriegs wurde nach 1943 wegen der Einberufung der Schüler zum Kriegsdienst der Schulbetrieb nach und nach eingestellt, und 1944 wurden alle Borkener Schulen geschlossen. Nach Kriegsende wurde der Schulbetrieb im stark beschädigten Schulgebäude wieder aufgenommen. Ab 1952 konnten auch Schülerinnen durch Zulassung zur Untersekunda die sog. Mittlere Reife (Fachoberschulreife) erlangen. In den Jahren der Nachkriegszeit etablierte sich das Gymnasium mit Bekenntnis zu seinen Lateinwurzeln und erhielt 1953 seinen bis heute bestehenden Namen „Städtisches Gymnasium Remigianum“. Aufgrund steigender Schülerzahlen wurde am 13. Oktober 1962 mit dem Neubau des heutigen Schulgebäudes begonnen.

## Besonderheiten
Durch die interdisziplinäre Ausrichtung des Remigianums gelang es, vielfältige Partner auf nationaler und internationaler Ebene für sich zu gewinnen, was durch eine Aufnahme in das MINT-EC-Excellence-Center seinen Höhepunkt fand.
Ferner nimmt die Schule am Lions-Quest-Programm, am Programm Schule und Wirtschaft und – in Zusammenarbeit mit der Nünning-Realschule und der Montessori-Gesamtschule – am Gemeinschaftsprojekt "Gegen das Vergessen" teil.
Für das Schuljahr 2023/2024 ist die Schule als Bündelungsgymnasium ausgewiesen.

### Austauschprogramme
- Christelijke Scholengemeenschap Vincent van Gogh in Assen (Niederlande)
- Scholengemeenschap ‚De Driemark' in Winterswijk (Niederlande)
- Lycée Agricole in Rethel (Frankreich)

### Schulpatenschaft
- Primary School in Tindigani (Tansania)

### Förderverein
- Verein der Freunde und Förderer des Gymnasium Remigianum (seit 1975)

### Ehemalige Schüler
- Rudolf Schulten (1923–1996), Physiker und Nuklearforscher
- Ludwig Averkamp (1927–2013), Erzbischof von Hamburg
- Alfons Demming (1928–2012), Weihbischof des Bistums Münster
- Birgit Ebbert (* 1962), Autorin
- Jochen Schmidt (1936–2010), Tanzkritiker, Abitur 1956
- Fulbert Steffensky (* 1933), Theologe, Abitur 1956
- Hans-Karl Eder (* 1950), Mathematiker und Pädagoge
- Ewald Terhart (* 1952), Pädagoge
- Heribert Cypionka (* 1955), Mikrobiologe
- Paulus Terwitte (* 1959), kath. Ordensmann
- Andreas Hoffjan (* 1967), Ökonom
- Hendrik Pfeiffer (* 1993), Leichtathlet